# Xipolis.net
Xipolis.net war ein Internetportal, auf dem vorwiegend deutschsprachige Nachschlagewerke angeboten wurden. Zuletzt betrieb die Brockhaus Duden Neue Medien GmbH, eine Tochter des Bibliographischen Instituts & F. A. Brockhaus (BIFAB) die Seite. Im Zuge des Verkaufs von F. A. Brockhaus an die Bertelsmann-Tochter Wissen Media Verlag wurde das Angebot Ende Juli 2009 eingestellt.

## Angebot
Im Juni 2005 wurden knapp 50 Fachlexika und Wörterbücher angeboten, ein großer Teil davon aus Beständen des BIFAB. Gegenüber ursprünglichen Ankündigungen waren – mit einer Ausnahme – keine Zeitungs- und Zeitschriftenarchive mehr vorhanden. Die Angebote Die Zeit, Handelsblatt und Tagesspiegel wurden entfernt. Im Herbst 2004 wurden die Texte der 20. Auflage der Brockhaus Enzyklopädie durch die weniger umfangreichen Texte des Brockhaus in 15 Bänden ersetzt.
Insgesamt umfasste das Angebot seit 2001 etwa eine Million Artikel mit Größen zwischen wenigen und 1000 Wörtern.
In frühen Ankündigungen und Presseberichten wurde auf Pläne verwiesen, die Inhalte mit weiteren kommerziellen Angeboten im Netz zu verbinden. In einer Intel-Broschüre verweist xipolis auf eine Verlinkung des Musiklexikons mit Musikanbietern wie Edel Music, MTV und Amazon. Als Zeitrahmen wurden die Jahre 2001 bis 2003 genannt. Eine Umsetzung erfolgte nicht.
In der Anfangszeit wurde ein Teil der Inhalte kostenlos angezeigt, darunter der Brockhaus in einem Band oder das Roche Lexikon Medizin; danach wurden die Inhalte mit Ausnahme von kurzen Verweisartikeln kostenpflichtig.

## Produkte
| Br1 | Br1: Der Brockhaus in einem Band                            | OR | MR | MR | MR | MR |
| DB5 | DB5: DUDEN Band 5 – Das Fremdwörterbuch                     | OR | X  | X  | X  | X  |
| BrG | BrG: Der Gesundheits-Brockhaus                              | MR | MR | MR | MR | MR |
| RLM | RLM: Roche Lexikon Medizin                                  | MR | MR | MR | MR | MR |
| BrE | BrE: Brockhaus. Die Enzyklopädie (20. Auflage)              | 30 | 30 | 30 | 30 | 30 |
| DWS | DWS: Duden. Das große Wörterbuch der deutschen Sprache      | 20 | 20 | 20 | 20 | 20 |
| FWA | FWA: Der Fischer Weltalmanach                               | 30 | 30 | 30 | 30 | 30 |
| KNL | KNL: Kindlers Neues Literaturlexikon                        | 50 | 50 | 50 | 50 | 50 |
| RML | RML: Rockmusiklexikon                                       | 20 | 30 | 30 | 30 | 30 |
| ThL | ThL: Theaterlexikon                                         | 20 | 20 | 20 | 20 | 20 |
| SWZ | SWZ: Spektrum der Wissenschaft (Zeitschriftenarchiv)        | 50 | 50 | 50 | X  | X  |
| SWT | SWT: Spektrum der Wissenschaft (Online-Ticker-Archiv)       | 30 | 30 | 30 | X  | X  |
| ZEI | ZEI: Die Zeit                                               | 50 | 50 | 50 | 50 | X  |
| WMK | WMK: Wie funktioniert das? Der Mensch und seine Krankheiten | X  | MR | MR | MR | MR |
| nLM | nLM: Das neue Lexikon der Musik                             | X  | 26 | 26 | 26 | 26 |
| WTh | WTh: Wie funktioniert das? Technik heute                    | X  | X  | X  | MR | MR |
| WWh | WWh: Wie funktioniert das? Wirtschaft heute                 | X  | X  | X  | MR | MR |
| FWL | FWL: Das Fischer Wirtschaftslexikon                         | X  | X  | X  | MR | MR |
| MTC | MTC: Das M+T Computerlexikon                                | X  | X  | X  | MR | MR |
| FDL | FDL: Film-Dienst-Lexikon                                    | X  | X  | X  | 15 | 15 |
| LdB | LdB: Lexikon der Biologie                                   | X  | X  | X  | 30 | 30 |

Legende:
- OR: Ohne Registrierung kostenfrei einsehbar
- MR: Mit Registrierung kostenfrei einsehbar
- X: Zu diesem Zeitpunkt nicht einsehbar
- Zahl: entsprechende Zahl xiPunkte

## Geschichte
Erste Ankündigungen für das Projekt xipolis.net stammen von der Frankfurter Buchmesse 1999 durch das damalige BIFAB-Vorstandsmitglied Florian Langenscheidt. Die Investition hoher siebenstelliger (D-Mark-)Beträge wurde in Aussicht gestellt. Der Text des Brockhaus wurde als Herzstück bezeichnet.
Zum Betrieb der Seite wurden 1999 die Firmen Megalex Verwaltungsgesellschaft mbH (Unternehmensgegenstand: „Verwaltung eigenen Vermögens sowie Übernahme der Stellung einer persönlich haftenden Gesellschafterin bei Handelsgesellschaften“) und die Xipolis.net GmbH & Co. KG (Gesellschaftszweck: „der Betrieb eines internetgestützten Online-Dienstes, der verschiedene lexikalische und enzyklopädischen Inhalte vereinigen soll, namentlich die Erbringung entgeltlicher Abruf- und Recherchedienstleistungen gegenüber Dritten.“) gegründet.
An beiden Firmen waren anfangs sowohl BIFAB als auch die Verlagsgruppe Georg von Holtzbrinck GmbH mit je 50 % beteiligt. Zum Geschäftsführer der Megalex Verwaltungsgesellschaft mbH wurde Michael Munz bestellt.
Im Mai 2001 übernahm Megalex die insolvente Tanto AG (Unternehmensgegenstand: Produktion, Bereitstellung, Distribution, Vermarktung und Präsentation von Informationsangeboten im Rahmen bestehender Online-Dienste und/oder im Rahmen des Angebots eigener Dienste (Content-Provider) als
Business-to-Business-Handelsplattform für Online-Content sowie Erwerb und Verwaltung (einschließlich Übernahme der Geschäftsführung) von Beteiligungen an anderen Unternehmen). Tanto (abgeleitet aus den Gründernamen Tanja Wallrabenstein und Thomas Rosenstiel) war im Dezember 1999 aus der Vorratsgesellschaft CM 99167 Vermoegensverwaltung Aktiengesellschaft gegründet worden. Am 11. Juni 2001 eröffnete das Amtsgericht München das Insolvenzverfahren über das Vermögen der Gesellschaft (Az.: 1503 IN 884/01).
Im Mai 2002 firmierte Megalex neu als „Tanto Xipolis GmbH“. Die Xipolis GmbH & Co. KG wurde von den beiden Gesellschaftern als Einlage in die Tanto Xipolis GmbH eingebracht. Der Gesellschaftsgegenstand wurde neu formuliert: „Vermarktung von Medien-Inhalten und damit verbundenen Applikationen verschiedener Rechteinhaber, insbesondere für den Business-to-Business- und den Business-to-Consumer-Bereich (Content-Syndication-Geschäft)“.
Ende November 2002 gab BIFAB bekannt, dass nun die Firmentochter Brockhaus Duden Neue Medien den Betrieb der Seite übernehmen werde. Die technische Betreuung sollte bei Tanto Xipolis verbleiben.
Im Januar 2004 wurde die Firma erneut umbenannt in Tanto Portal Solutions.
Im Mai 2005 wurde Tanto Portal Solutions aufgelöst. Die Liquidierung erfolgt durch den Geschäftsführer von Brockhaus Duden Neue Medien und den Rechtsanwalt Michael Stephan.

## Finanzielles
Seit seinem Start war Xipolis.net defizitär. Nach Angaben der Zeitschrift Werben & Verkaufen investierten die beiden Gesellschafter in den ersten 18 Monaten zehn Millionen Mark (5,1 Millionen Euro) in das Projekt. Nach den Angaben von Michael Munz lag der Umsatz im August 2001 im B2C-Segment im fünfstelligen DM-Bereich.
Gegenüber dem Magazin Der Kontakter erklärte der Geschäftsführer der Brockhaus Duden Neue Medien GmbH im Juni 2004, man wolle xipolis nur weiter betreiben, wenn man die Perspektive auf einen wirtschaftlichen Betrieb habe.
Der Verleger KG Saur, Aufsichtsratsmitglied des BIFAB, erklärte im Februar 2004:
Zu jeder Aufsichtsratssitzung kommt der zuständige Vorstand und sagt: „Leider hat Herr Saur wieder Recht behalten: die Verluste sind viel höher, die Umsätze sind viel niedriger, der Finanzbedarf ist größer; unsere einzige Freude ist, daß die Hälfte dieses Verlustes wieder von Holtzbrinck übernommen werden muss - und dass wir nur die Hälfte tragen, aber Jahr für Jahr 2-3 Millionen Euro“.
Die Seite Xipolis enthielt früher verstärkt, später nur noch auf einzelnen Seiten Werbung in netztypischen Bannerformaten. Ein Teil der Werbung bezog sich auf Angebote der Contentlieferanten.

## Technisches
Die Datenbank nutzte für Suchanfragen Lucene, die Benutzeroberfläche benutzte PHP zur Ausgabe der Daten.
Technische Dienstleistungen erfolgten in der Anfangszeit durch die Firma Media Professionals, die auch bis Anfang 2003 das Hosting der Seite übernahm. Nach Intel-Angaben bestand die Datenbank aus Oracle 8-Servern unter dem Betriebssystem Solaris. Suchmaschine für das Angebot Mr. Check war die Software FindLink der Firma Connex Software GmbH.

## Rezeption
Sowohl die Ankündigung als auch der Start von xipolis.net wurden in der deutschsprachigen Presse beachtet.
Achim Bahnen bemerkte am 1. April 2000 in der FAZ einige noch fehlende Funktionen, Ankündigungen auf kommende Werke und die noch fehlende Volltextsuche. Negativ wurde der Start des Projektes in der Berliner taz vom 6. April 2000 aufgenommen: „Seit letzter Woche steht es im Netz, verspricht viel und hält wenig“. Unter dem Titel „Xipolis.njet!“ verriss die Neue Zürcher Zeitung am 7. April 2000 in einer Rezension das Angebot. Der Redakteur Daniel Weber fasste das Fazit „Wer für so etwas bezahlt, ist selber schuld.“
In der zur Holtzbrinck-Verlagsgruppe gehörenden Wochenzeitung Die Zeit berichtete Alexander Pawlak im Sommer 2000 über die Probleme der konkurrierenden Portale „xipolis.net und wissen.de: Bei Xipolis ist dagegen viel Zeit und Geduld nötig, um sich durch Java-Fehlermeldungen und die zahlreichen Ebenen durchzuklicken.“